# Kike Santander
Dr. Flavio Enrique Santander Lora (Cali, Kolumbia, 1960. május 11. –), ismertebb nevén Kike Santander, kolumbiai orvos, zeneszerző és zenei producer; a latin zene egyik legkiemelkedőbb alakja.

## Élete és pályafutása
A kolumbiai Caliban látta meg a napvilágot 1960. május 11-én. Saját állítása szerint még járni is alig tudott, de már érdekelte a zene: első dalát ekkor „szerezte”. Boldog gyermek- és ifjúkorát szülővárosában töltötte meglehetősen  zenei beállítottságú családban. Édesapja énekes volt, Gustavo testvérével pedig különböző hangszereken tanult játszani, mint kedvence, a gitár; a harmonika, a harmónium, a zongora és az ütőhangszerek.
Szintén Caliba vezethetőek vissza kulturális gyökerei, az első sikereket is itt érte el mint zeneszerző. A városi konzervatóriumban zenét tanult, majd 1978-tól a Valle del Cauca-i egyetem orvostudományi szakán folytatta tanulmányait, ahol 1985-ben végzett sebészorvosként. Ezt a szakmát azonban soha nem gyakorolta, hivatásának véglegesen a zenét választotta.
1995-ben Miamiba költözött, ami új fejlődési lehetőségeket teremtett a számára mint zeneszerző, zenei rendező, producer és üzletember. A szintén ismert kubai zenésszel, Emilio Estefannal összeállva a legnevesebb latin énekesekkel dolgozott együtt, mint például a többszörös Grammy-díjas Gloria Estefan, valamint a  mexikói Thalía, aki olyan sikereket köszönhet neki mint a Piel morena vagy a Me faltas tú az En éxtasis albumról, illetve a Mujer latina és a Por amor a multi-platinalemezes Amor a la mexicana című lemezről.
1997-ben hat dalt írt a mexikói Alejandro Fernández Grammy-díjra jelölt Me estoy enamorando című albumához, amely több mint hárommillió példányban kelt el. Ebben az időben Kike Santander szerzeményeivel a latin zene egyik meghatározó alakjává vált az olyan elismert művészek körében mint Carlos Santana, Luis Miguel, Marc Anthony, Jennifer Lopez, Gloria Estefan, Chayanne, Thalía, David Bisbal, Alejandro Fernández, Christian Castro, Rocío Durcal, Olga Tañón és mások. Nevéhez fűződik a batuka „sportforma” megalkotása is.
Szinte nincs olyan latin-amerikai zenei elismerés, amelyet még ne nyert volna meg: Grammy, Billboard, Lo Nuestro, TV y Novelas, Heraldo, BMI stb. díjak.
Nős, felesége Adriana, két gyermekük Andrea és Sebastián.

## Külső hivatkozások
- Kike Santander – EMI Music Publishing
- Kike Santander Fan Site – rajongói oldal folyamatosan frissülő hírekkel
- Kike Santander az Internet Movie Database oldalon (angolul)
- Kike Santander az AllMusicon